# Gregory J. Hayes
Gregory James "Greg" Hayes, född 19 november 1960, är en amerikansk företagsledare som är styrelseordförande för den amerikanska försvarskoncernen RTX. Han har tidigare varit VD för RTX; finansdirektör, president, VD och styrelseordförande för konglomeratet United Technologies Corporation samt ledamot för ståltillverkaren Nucor Corporation mellan 2014 och 2018.
Hayes är också ledamot för intresseorganisationen Business Roundtable. Mellan den 27 januari och den 16 augusti 2017 var han ledamot i presidentrådet American Manufacturing Council som grundades av USA:s 45:e president Donald Trump (R).
Han avlade kandidatexamen i nationalekonomi vid Purdue University.